# 박물관 수
박물관 수는 대구광역시 수성구 범어2동 소재의 박물관이다.

## 연혁
- 2011.02.11 박물관 수(繡) 개관
- 2011.02 오복을 부르는 꽃 수展 - 복주머니와 자수베갯모 -
- 2011.03 제1종 전문박물관 등록(제9호)
- 2011.06 오복을 부르는 꽃 수展 - 한국의 근대십자수 -
- 2011.08 2011 대구세계육상선수권대회 기념 특별전 - 태극 무궁화展
- 2012.10 경력인정대상기관 인가
- 2012.07 유물 속의 과학이야기展 - 선조들의 유물에서 배우는 과학적 원리와 삶의 지혜 - 전시

## 교통
- 버스
- 도시철도: ● 대구 도시철도 2호선 수성구청역